# Nebelhorn Trophy de 2002
Nebelhorn Trophy de 2002 foi a trigésima quarta edição do Nebelhorn Trophy, um evento anual de patinação artística no gelo organizado pela União Alemã de Patinação no Gelo (em alemão:  Deutsche Eislauf-Union). A competição foi disputada entre os dias 4 de setembro e 7 de setembro, na cidade de Oberstdorf, Alemanha.

## Eventos
- Individual masculino
- Individual feminino
- Duplas
- Dança no gelo

## Medalhistas
| Evento                        | Ouro                                      | Prata                                             | Bronze                                            |
| Individual masculino detalhes | Sergei Davydov · Bielorrússia             | Benjamin Miller · Estados Unidos                  | Fedor Andreev · Canadá                            |
| Individual feminino detalhes  | Carolina Kostner · Itália                 | Alisa Drei · Finlândia                            | Liudmila Nelidina · Rússia                        |
| Duplas detalhes               | Valérie Marcoux · Craig Buntin · Canadá   | Julia Obertas · Alexei Sokolov · Letônia          | Kathryn Orscher · Garrett Lucash · Estados Unidos |
| Dança no gelo detalhes        | Federica Faiella · Massimo Scali · Itália | Melissa Gregory · Denis Petukhov · Estados Unidos | Anastasia Belova · Ilia Isaev · Rússia            |

## Resultados

### Individual masculino
| Pos.              | Nome                 | Nacionalidade    | Pontos | PC | PL |
| ----------------- | -------------------- | ---------------- | ------ | -- | -- |
| Medalha de ouro   | Sergei Davydov       | Bielorrússia     | 2.5    | 1  | 2  |
| Medalha de prata  | Benjamin Miller      | Estados Unidos   | 3.0    | 4  | 1  |
| Medalha de bronze | Fedor Andreev        | Canadá           | 4.0    | 2  | 3  |
| 4                 | Justin Dillon        | Estados Unidos   | 5.5    | 3  | 4  |
| 5                 | Filip Stiller        | Suécia           | 10.0   | 8  | 6  |
| 6                 | Trifun Zivanovic     | Iugoslávia       | 10.5   | 11 | 5  |
| 7                 | James Black          | Reino Unido      | 10.5   | 7  | 7  |
| 8                 | Silvio Smalun        | Alemanha         | 11.0   | 6  | 8  |
| 9                 | Kristoffer Berntsson | Suécia           | 11.5   | 5  | 9  |
| 10                | Alexei Kozlov        | Estônia          | 15.0   | 10 | 10 |
| 11                | Tomáš Verner         | República Tcheca | 17.5   | 13 | 11 |
| 12                | Maciej Kuś           | Polônia          | 17.5   | 9  | 13 |
| 13                | Gregor Urbas         | Eslovênia        | 18.0   | 12 | 12 |
| 14                | Clemens Brummer      | Alemanha         | 21.0   | 14 | 14 |
| 15                | Michael Ganser       | Alemanha         | 22.5   | 15 | 15 |
| 16                | Bartosz Domański     | Polônia          | 24.0   | 16 | 16 |
| 17                | Andrej Primak        | Alemanha         | 25.5   | 17 | 17 |

### Individual feminino
| Pos.              | Nome                  | Nacionalidade  | Pontos | PC | PL |
| ----------------- | --------------------- | -------------- | ------ | -- | -- |
| Medalha de ouro   | Carolina Kostner      | Itália         | 2.0    | 2  | 1  |
| Medalha de prata  | Alisa Drei            | Finlândia      | 3.5    | 3  | 2  |
| Medalha de bronze | Liudmila Nelidina     | Rússia         | 3.5    | 1  | 3  |
| 4                 | Amber Corwin          | Estados Unidos | 6.0    | 4  | 4  |
| 5                 | Christiane Berger     | Alemanha       | 8.5    | 7  | 5  |
| 6                 | Nadine Gosselin       | Alemanha       | 11.0   | 10 | 6  |
| 7                 | Joan Cristobal        | Estados Unidos | 11.5   | 9  | 7  |
| 8                 | Miia Marttinen        | Finlândia      | 12.0   | 6  | 9  |
| 9                 | Jenna McCorkell       | Reino Unido    | 12.5   | 5  | 10 |
| 10                | Sara Falotico         | Bélgica        | 14.5   | 13 | 8  |
| 11                | Tuğba Karademir       | Turquia        | 16.5   | 11 | 11 |
| 12                | Stefanie Lotterschmid | Alemanha       | 18.0   | 12 | 12 |
| 13                | Tina Svajger          | Eslovênia      | 20.0   | 14 | 13 |
| WD                | Caroline Gülke        | Alemanha       | —      | 8  | WD |
| WD                | Anny Hou              | Taipé Chinesa  | —      | 15 | WD |
| WD                | Kristel Popovich      | Iugoslávia     | —      | 16 | WD |

### Duplas
| Pos.              | Nome                              | Nacionalidade    | Pontos | PC | PL |
| ----------------- | --------------------------------- | ---------------- | ------ | -- | -- |
| Medalha de ouro   | Valérie Marcoux / Craig Buntin    | Canadá           | 1.5    | 1  | 1  |
| Medalha de prata  | Julia Obertas / Alexei Sokolov    | Letônia          | 3.0    | 2  | 2  |
| Medalha de bronze | Kathryn Orscher / Garrett Lucash  | Estados Unidos   | 4.5    | 3  | 3  |
| 4                 | Eva-Maria Fitze / Rico Rex        | Alemanha         | 6.0    | 4  | 4  |
| 5                 | Larisa Spielberg / Craig Joeright | Estados Unidos   | 7.5    | 5  | 5  |
| 6                 | Molly Quigley / Bert Cording      | Estados Unidos   | 9.0    | 6  | 6  |
| 7                 | Andrea Vargova / Marek Sedlmajer  | República Tcheca | 10.5   | 7  | 7  |
| 8                 | Nicole Nönning / Matthias Bleyer  | Alemanha         | 12.0   | 8  | 8  |

### Dança no gelo
| Pos.              | Nome                                | Nacionalidade    | Pontos | DC | DO | DL |
| ----------------- | ----------------------------------- | ---------------- | ------ | -- | -- | -- |
| Medalha de ouro   | Federica Faiella / Massimo Scali    | Itália           | 2.0    | 1  | 1  | 1  |
| Medalha de prata  | Melissa Gregory / Denis Petukhov    | Estados Unidos   | 5.0    | 3  | 3  | 2  |
| Medalha de bronze | Anastasia Belova / Ilia Isaev       | Rússia           | 5.0    | 2  | 2  | 3  |
| 4                 | Kristin Fraser / Igor Lukanin       | Azerbaijão       | 8.0    | 4  | 4  | 4  |
| 5                 | Veronika Morávková / Jiří Procházka | República Tcheca | 10.0   | 5  | 5  | 5  |
| 6                 | Tara Doherty / Tyler Myles          | Canadá           | 12.0   | 6  | 6  | 6  |
| 7                 | Sinead Kerr / John Kerr             | Reino Unido      | 14.0   | 7  | 7  | 7  |
| 8                 | Jill Vernekohl / Dmitri Kurakin     | Alemanha         | 16.0   | 8  | 8  | 8  |
| 9                 | Kimberly Navarro / Robert Shmalo    | Estados Unidos   | 18.0   | 9  | 9  | 9  |
| 10                | Charlotte Clements / Phillip Poole  | Reino Unido      | 20.0   | 10 | 10 | 10 |

## Quadro de medalhas
| Ordem | País           | Medalha de ouro | Medalha de prata | Medalha de bronze |    | Ordem por total |
| ----- | -------------- | --------------- | ---------------- | ----------------- | -- | --------------- |
| 1     | Itália         | 2               |                  |                   | 2  | 2               |
| 2     | Canadá         | 1               |                  | 1                 | 2  | 2               |
| 3     | Bielorrússia   | 1               |                  |                   | 1  | 5               |
| 4     | Estados Unidos |                 | 2                | 1                 | 3  | 1               |
| 5     | Finlândia      |                 | 1                |                   | 1  | 5               |
| 5     | Letônia        |                 | 1                |                   | 1  | 5               |
| 7     | Rússia         |                 |                  | 2                 | 2  | 2               |
| TOTAL | TOTAL          | 4               | 4                | 4                 | 12 | —               |